# Distretto di Kaimur
Kaimur è un distretto dell'India di 1 284 575 abitanti, che ha come capoluogo Bhabua.